# 蓋比·哈特奈特
查爾斯·里歐·"蓋比"·哈特奈特（英語：Charles Leo "Gabby" Hartnett，1900年12月20日—1972年12月20日），綽號「老番茄臉」，為美國職棒大聯盟的前捕手。於其19年棒球生涯中有18年效力於小熊隊，1941年效力於巨人隊。
哈特奈特是大聯盟史上第一位單季達成20轟的捕手。他還參與大聯盟許多著名的事件，比如1932年世界大賽，貝比·魯斯的預告全壘打、卡爾·哈伯爾在1934年明星賽連續投出5次三振、1937年明星賽，幾乎讓Dizzy Dean提前結束棒球生涯的重傷。
1938年球季末，哈特奈特在第9局擊出再見全壘打，幫助小熊隊闖進世界大賽。
在強尼·班奇出現之前，哈特奈特被認為是國聯最強的捕手。他生涯四度進入世界大賽，卻從未奪冠。他生涯256轟一度是捕手的全壘打紀錄。1955年，他入選棒球名人堂。

## 生平

### 早年
哈特奈特出生於羅德島州的文索基特，他有13個弟弟妹妹。1921年，他開始打職業棒球。當時巨人隊總教練約翰·麥格勞派出球探來看看哈特奈特的實力。不過球探卻認為哈特奈特的手太小，無法在大聯盟作為捕手生存，因此沒有簽下他。最終由小熊隊簽下哈特奈特。

### 職業生涯

#### 前期
1922年，哈特奈特開啟了他的職業生涯，他做為Bob O'Farrell的替補。由於他沉默害羞的性格，讓其他人給了他「Gabby」這個綽號。1922年7月22日，O'Farrell在比賽中受傷，哈特奈特成為主戰捕手。該年他打擊率2成99，16轟67分打點。1924年9月20日，哈特奈特接捕了格羅佛·克里夫蘭·亞歷山大的300勝比賽。由於哈特奈特在接替O'Farrell的位置後表現不差，因此O'Farrell於1925年被交易至紅雀隊。
新星崛起
1925年，哈特奈特單季擊出24轟，打破1893年由Jack Clements締造的單季最多轟捕手紀錄。他在全壘打排行僅次於羅傑·霍斯比。儘管該年他的失誤次數是大聯盟捕手最多，不過他的阻殺率相當高。1925年12月，有傳言說哈特奈特將被交易至巨人隊，換取捕手Frank Snyder和外野手Irish Meusel。不過小熊隊的總經理Bill Veeck駁斥此一謠言，並宣布不會交易哈特奈特到任何球隊。
1926年對哈特奈特而言是個失望的一年，打擊率掉到2成75，僅41分打點。不過到了1927年，他的打擊率上升至2成94，10轟80分打點。該年他在MVP票選排名第10。

#### 巔峰
1928年，哈特奈特的打擊率首度超過3成。該年他也打破了Jack Clements生涯72轟的捕手全壘打紀錄。隨著經驗增長，他的失誤次數也愈來愈少。
1929年，一場原因不明的手臂疾病讓他出賽次數大幅減少。不過小熊隊奪下國聯龍頭。1929年世界大賽，哈特奈特在系列賽中只有3個打席，而且全數吞下三振。小熊隊最終以1勝4敗輸給運動家隊無緣拿下冠軍。1930年，哈特奈特觸底反彈，打擊率3成39，37轟和生涯新高的122分打點。單季37轟也豎下了捕手單季全壘打紀錄，直到1953年才被Roy Campanella打破。
1932年，小熊隊投手群擁有全聯盟最低的防禦率，小熊隊以4場勝差力壓海盜隊進入世界大賽。1932年世界大賽第3場，哈特奈特擔任主戰捕手，那場也出現了貝比·魯斯的預告全壘打。儘管他在系列賽打擊率3成13，擊出1支全壘打，小熊隊最終還是遭到洋基隊橫掃。
1933年，哈特奈特以替補捕手的身分入選第一屆的明星賽，這也開啟了哈特奈特連續6次入選明星賽的紀錄。1934年上半季，他的打擊率為3成36，13轟，他也入選該年明星賽的先發捕手。而他也在明星賽上與投手卡爾·哈伯爾成功配合，讓哈伯爾締造明星賽連續5次三振的紀錄。該年他打擊率2成99，22轟90分打點。
1935年，哈特奈特的打擊率高達3成44。該年小熊隊投手群的防禦率又是全聯盟最低。使得小熊隊再度闖進世界大賽，卻以2比4輸給老虎隊。
1936年，哈特奈特表現普通，打擊率依舊來到3成07，不過卻只有7轟64分打點。小熊隊以第三名坐收。1937年，哈特奈特的打擊率來到個人生涯新高的3成54，他在MVP票選排名第二。3成54的打擊率也一度是捕手單季打擊率紀錄，直到1997年才被麥克·皮耶薩打破。
「黃昏時刻的全壘打」
1938年7月20日，小熊隊老闆宣布37歲的哈特奈特接任Charlie Grimm的總教練一職。當時小熊隊還落後海盜隊6場勝差。9月27日，小熊與海盜進行3連戰，小熊先贏下第一場。
9月28日，小熊與海盜隊打成5比5平手。由於當時天色昏暗，裁判宣布若9局結束還是平手則隔日再戰。在該場比賽9局下2出局，哈特奈特面對海盜隊投手Mace Brown，球數絕對落後的情況下，擊出了再見全壘打。整座球場的球迷陷入瘋狂，這支全壘打也被譽為是「黃昏時刻的全壘打」。
該年9月，小熊隊拿下19勝3敗1和的成績，最後擠下海盜隊進軍世界大賽。然而1938年世界大賽，小熊隊又遭洋基隊橫掃。小熊隊在這10年間打了4次世界大賽，卻一次冠軍都沒得到。

#### 生涯後期
1939年9月28日，哈特奈特打破了由雷·沙爾克保持的1727場捕手出賽場次紀錄。最後他的出賽場次在1945年被Al Lopez打破。
經過了2個失望的球季，哈特奈特在1940年11月13日被小熊隊釋出。該年12月3日，他與巨人隊簽下1年合約。1941年，他出賽64場，打擊率3成。1941年9月24日，40歲的哈特奈特宣布退休。

### 退休
退休後，哈特奈特在小聯盟執教了5個球季，1946年正式退休。1955年1月26日，他與喬·迪馬喬、Ted Lyons與Dazzy Vance一同入選名人堂。1981年，Lawrence Ritter和Donald Honig在撰寫「The 100 Greatest Baseball Players of All Time」時，將哈特奈特列入其中。1999年，他還入選大聯盟世紀明星隊的最終決選名單內。

### 逝世
1972年12月20日，72歲的哈特奈特因肝硬化死於伊利諾州的帕克里奇，這一天剛好也是哈特奈特72歲的生日。

## 生涯成績
| 出賽場次 | 打數  | 得分 | 安打  | 二安 | 三安 | 全壘打 | 打點  | 盜壘 | 盜壘失敗 | 保送 | 三振 | 打擊率 | 上壘率 | 長打率 | 整體攻擊指數 | 壘打數 | 犧牲觸擊 | 觸身球 |
| -------- | ----- | ---- | ----- | ---- | ---- | ------ | ----- | ---- | -------- | ---- | ---- | ------ | ------ | ------ | ------------ | ------ | -------- | ------ |
| 1,990    | 6,432 | 867  | 1,912 | 396  | 64   | 236    | 1,179 | 28   | 8        | 703  | 697  | .297   | .370   | .489   | .858         | 3,144  | 127      | 35     |

## 外部連結
- 球員資訊和成績在MLB，ESPN，Baseball-Reference，Fangraphs（英文）